# Xã Litchfield, Michigan
Xã Litchfield (tiếng Anh: Litchfield Township) là một xã thuộc quận Hillsdale, tiểu bang Michigan, Hoa Kỳ. Năm 2010, dân số của xã này là 1.003 người.